# فولفغانغ أبيل
فولفغانغ أبيل (بالألمانية: Wolfgang Abel)‏ (13 مايو 1905 - 1 نوفمبر 1997) هو عالم إنسان نمساوي ألماني نازي وابن عالم الأحياء القديمة أوثينيو أبيل.